# ルアーテーパー

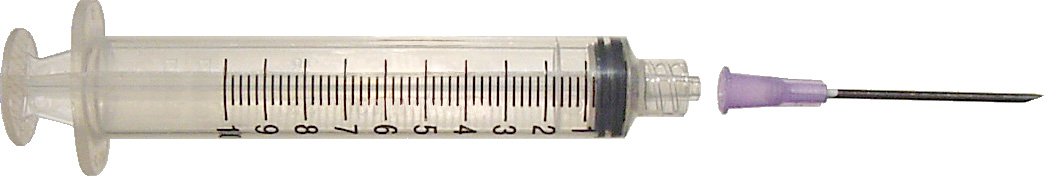
オスルアーロック用接続口を持つシリンジとメスルアーロック用接続口（紫色）を持つ針。

ルアースリップ規格の注射器。注射器先端がオスのルアースリップ、針がメスのルアースリップとなっている。

- ルアーアダプター
- ルアーロック
- ルアーコネクター
- ルアーフィット

ルアーテーパー（英: Luer taper）は、標準化された小スケールの流体接続具のシステムである。医療および実験機器においてオステーパー接続口と対となるメス部位との間で漏れのない接続を確立するための規格である。用途は注射器先端と注射針、あるいは三方活栓と注射針、など。規格と検査方法はISO 80369で規定されている。接続口は直径約4 mmの円形で、6/100のテーパーを持つ。形状やメーカーによって、ルアーアダプター、ルアーロック、ルアーコネクター、ルアーフィットなど、様々な呼び方がされる。
ルアーテーパーはカール・シュナイダー（Karl Schneider）によって発明され、19世紀のドイツの医療機器職人ヘルマン・ヴュルフィング・ルアーに因んで命名された。元々はガラス瓶栓のための6%テーパーフィッティングとして誕生した。

## 種類
ルアーテーパーにはより引っ張りに強いロック（ねじ式）とより単純なスリップ（はめ込み式）の2種類が存在ある。これらの商標は非専売名と紛らわしいほど酷似している。「Luer-Lok」と「Luer-slip」はベクトン・ディッキンソン社の登録商標である。「Luer-Lok」型コネクタは一般名は"luer lock"(全て小文字)と呼ばれ、「Luer-slip」型コネクタは一般名は"slip tip"と呼ばれる。ルアーロックフィッティングはフェアリー・S・ディッキンソンによってアメリカ合衆国で開発された。「ルアーロック」型コネクタは「ワンピースルアーロック」と「ツーピースルアーロック（または回転つばルアーロック）」の2種類に分けられる。ワンピースルアーロックは1つの型で作られ、締め付けはルアーコネクタ全体を回転することによって達成される。ツーピースルアーロックでは、自由に回転するカラー（つば）とねじ山を組み立ててルアーとし、締め付けはカラーを回転させることによって達成される。オス側を時計回転させることによって締め付けとなり、反時計回転で緩む。
スリップチップ（Luer-slip）フィッティングは単純にルアーテーパーの寸法に準拠しており、互いに押し付けることで接続され、摩擦によって保持される（ねじ山はない）。接続を解除するには接続部分を回転させる(どちらの向きでもよい)。部品は金属製またはプラスチック製で、世界中の多くの企業から入手可能である。